# Dipartimento di San Carlos (Mendoza)
San Carlos è un dipartimento argentino, situato nella parte centro-occidentale della provincia di Mendoza, con capoluogo San Carlos.

## Geografia fisica
Il dipartimento deve il suo nome al santo lombardo Carlo Borromeo. Esso confina a nord con i dipartimenti di Tunuyán e Rivadavia; a est con quello di Santa Rosa; a sud con il dipartimento di San Rafael e ad ovest con la repubblica del Cile.

## Società

### Evoluzione demografica
Secondo il censimento del 2001, su un territorio di 11.578 km², la popolazione ammontava a 28.341 abitanti, con un aumento demografico del 17,40% rispetto al censimento del 1991.
Abitanti censiti

## Amministrazione
Il dipartimento, come tutti i dipartimenti della provincia, è composto da un unico comune, suddiviso in 6 distretti (distritos in spagnolo):
- Chilecito
- Eugenio Bustos
- La Consulta
- Pareditas
- Tres Esquinas, istituito nel 2006
- San Carlos, capoluogo